# Deinopis liukuensis
Deinopis liukuensis là một loài nhện trong họ Deinopidae.
Loài này thuộc chi Deinopis. Deinopis liukuensis được miêu tả năm 2002 bởi Yin, Griswold & Yan.